# Billy Wilson
Billy Wilson (Portadown, Irlanda del Norte; 23 de septiembre de 1936 – 11 de julio de 2025) fue un futbolista norirlandés que jugó en la posición de extremo.

## Equipos
| Periodo   | Club                |
| --------- | ------------------- |
| 1952–1955 | Portadown FC        |
| 1955–1958 | Burnley FC          |
| 1958–1964 | Linfield FC         |
| 1964–1965 | Ballymena United FC |

## Logros
- NIFL Premiership (3): 1958–59, 1960–61, 1961–62
- Copa de Irlanda del Norte (3): 1959–60, 1961–62, 1962–63
- Copa Ulster (2): 1959–60, 1961–62
- Copa de Oro de Irlanda del Norte (4): 1952-53, 1959–60, 1961–62, 1963–64